# Movimento Fascismo e Libertà - Partito Socialista Nazionale
Il Movimento Fascismo e Libertà - Partito Socialista Nazionale (MFL-PSN), è un partito politico italiano, di ispirazione neofascista, fondato il 25 luglio 1991 dal giornalista e senatore del MSI Giorgio Pisanò con la denominazione Movimento Fascismo e Libertà (MFL) cambiata poi nell'attuale nel 2009.

## Storia
Fascismo e Libertà nel 1989 nasce come corrente politica interna al Movimento Sociale Italiano - Destra Nazionale, facendo riferimento al senatore Giorgio Pisanò e al suo settimanale Candido.
Fascismo e Libertà nel luglio 1991 esce dal Movimento Sociale Italiano dell'allora segretario Gianfranco Fini.
Giorgio Pisanò guida la frangia dei camerati irriducibili fondando il 25 luglio 1991 il nuovo soggetto politico profondamente mussoliniano denominato Movimento Fascismo e Libertà (MFL).
Nel 1994 il MFL partecipa ad un progetto di conservazione missina con una decina di ex-dirigenti del MSI guidati da Pino Rauti, fondando il 3 marzo 1995 il Movimento Sociale Fiamma Tricolore.
Alcuni mesi più tardi, dopo una breve esperienza minoritaria all'interno del nuovo soggetto, il MFL esce dal Movimento Sociale Fiamma Tricolore, ritrovando, (e da allora mantenendo), la sua unicità identitaria.
Dopo la morte di Pisanò nel 1997, il movimento è stato dilaniato da lotte interne circa la titolarità dei vertici.
Nel 2009, il Movimento Fascismo e Libertà (MFL) ha aggiunto la dicitura Partito Socialista Nazionale (PSN) alla originaria denominazione.

### Le accuse di ricostituzione del PNF
Il MFL-PSN è stato numerose volte citato in giudizio per supposta ricostituzione del disciolto Partito Nazionale Fascista e per apologia del fascismo (a causa dell'utilizzo di simbologia fascista).

### Partecipazione a elezioni
L'unica partecipazione del Movimento Fascismo e Libertà alle elezioni politiche nazionali avviene nel 1992. Il simbolo e la dicitura nella loro interezza non sono accettati: quello che rimane è la scritta «Libertà» lungo il cerchio di contorno.
La lista, presente solo in Calabria per la Camera e in Lombardia per il Senato, ottiene rispettivamente lo 0,21% e lo 0,11% nelle due regioni.
Il movimento fa successivamente qualche sporadico ingresso in assemblee elettive, a partire dal 1999, presentando il suo simbolo in varie elezioni amministrative, ottenendo l'elezione di un piccolo numero di consiglieri comunali nel corso degli anni. Ad esempio alle elezioni amministrative 2010, il MFL-PSN elegge un consigliere comunale a Parella (TO) con 14 voti, mentre nel 2011 nel comune di Roatto (AT) ottiene 16 voti per il suo candidato a Sindaco; nel 2015 a Cellarengo (AT) elegge 3 consiglieri comunali, che si riconfermano nel 2020. Alle elezioni amministrative in Italia del 2017 ottiene tre consiglieri di opposizione nel comune di Mura (BS) con 41 voti, pari all'11,8%.In occasione delle elezioni politiche di aprile 2006, il simbolo viene nuovamente ricusato dal Ministero dell'Interno. La dirigenza, così, presenta un altro simbolo, definito dalla stessa «autocensurato» (si tratta in realtà di sostituire l'emblema del fascio e la parola «fascismo» con la scritta in colore bianco «censurato» su una macchia grigia). Nonostante la modifica, il MFL-PSN non riesce a partecipare all'elezione delle camere del Parlamento a causa del mancato raggiungimento delle firme necessarie alla presentazione delle liste. Il simbolo «Censurato e Libertà» è presente alle elezioni comunali di Torino, svoltesi il mese successivo alle politiche, con Carlo Gariglio come candidato a sindaco.

## Ideologia
Il MFL-PSN è partito dichiaratamente fascista e nazista, nonché l'unico in cui compaia la denominazione "fascismo" sul simbolo stesso, che include e pone in evidenza al centro un fascio littorio repubblicano di colore rosso.
Il MFL-PSN, rifacendosi al fascismo più ortodosso, prende le distanze dal Movimento Sociale Italiano e dai partiti neofascisti quali Casa Pound, Forza Nuova, Fiamma Tricolore, con cui rifiuta accordi o alleanze, ribadendo categoricamente di non essere classificabile come un partito di destra. Non a caso le maggiori critiche del MFL-PSN vengono mosse verso gli attuali movimenti e partiti di estrema destra, accusati di essere estranei al pensiero di Mussolini e di aver tradito l'ideologia del Ventennio.
Fin dall'elezione di Carlo Gariglio alla segreteria nazionale del partito, il MFL-PSN è dichiaratamente antisemita. 
Alla base del suo programma politico vi è la lotta al presunto "sistema giudaico-massonico".
Il MFL-PSN aderisce alla World Union of National Socialists, l'internazionale neonazista.

## Congressi
- I Congresso Nazionale - Prato, 1º marzo 1998
- II Congresso Nazionale - Trieste, 10 ottobre 1999
- III Congresso Nazionale - Torino, 2 dicembre 2001
- IV Congresso Nazionale - Torino, 29 ottobre 2006
- V Congresso Nazionale - Villanova d'Asti, 6 novembre 2011
- VI Congresso Nazionale - Villanova d'Asti, 30 ottobre 2016
- VII Congresso Nazionale - San Paolo Solbrito, 5 giugno 2022

## Segretari
- Giorgio Pisanò (1991 - 1997)
- Giuseppe Martorana (1998 - 2001)
- Carlo Gariglio (2001 - in carica)

## Risultati elettorali
| Elezione       | Elezione | Voti  | %    | Seggi   |
| -------------- | -------- | ----- | ---- | ------- |
| Politiche 1992 | Camera   | 2.418 | 0,01 | 0 / 630 |
| Politiche 1992 | Senato   | 6.793 | 0,02 | 0 / 315 |